# شهرستان راسل (ویرجینیا)
شهرستان راسل، ویرجینیا (به انگلیسی: Russell County, Virginia) یک سکونتگاه مسکونی در ایالات متحده آمریکا است که در ویرجینیا واقع شده‌است.

## خصوصیات
شهرستان راسل ۱٬۲۳۵٫۴۳ کیلومترمربع مساحت دارد.